# Літуаніка (Каунас)
Футбольний клуб «Літуаніка» Каунас (лит. Futbolo klubas Kauno Lituanica) — колишній литовський футбольний клуб з Каунаса, що існував у 1951—1995 роках.

## Історія назв
- 1951 — «Літуаніка» Каунас;
- 1954 — «Раудонасіс Спаліс» Каунас;
- 1980-ті — «Літуаніка» Каунас.

## Досягнення
- А-ліга/Чемпіонат Литовської РСР
  - Срібний призер (1): 1955
- Кубок Литви
  - Володар (1): 1956.